# Chouafaa (kommun)
Chouafaa (franska: Chouafaa (CR), Chouafaa (Commune Rurale), arabiska: بحارة أولاد عياد) är en kommun i Marocko.   Den ligger i provinsen Kénitra och regionen Rabat-Salé-Kénitra, i den norra delen av landet, 120 km nordost om huvudstaden Rabat. Antalet invånare är 17 202.